# 世界ポピュラー大全集Vol.7: ウエスタン音楽
『世界ポピュラー大全集Vol.7: ウエスタン音楽』(World's Popular Music Vol.7: Western Music)は、カントリー・ミュージックのオムニバス・アルバム。1963年4月に日本ビクターからリリースされた。寺本圭一とカントリー・ジェントルメン、斉藤任弘とロンスター・ファイブ、原田実とワゴン・エースの3グループが参加している。

## 収録曲
Side 1
1. ユー・オール・カム
2. 北風
3. 愛さずにはいられない
4. ジャンバラヤ
5. いとしのクレメンタイン
6. レッド・リヴァー・ヴァレー
7. トム・ドゥーリー

Side 2
1. ケンタッキーの青い月
2. サン・アントニオ・ローズ
3. 新聞売りのジミー少年
4. オレンジ・ブロッサム・スペシャル
5. ユア・チーティン・ハート
6. カウ・ライジャ
7. ユー・アー・マイ・サンシャイン

## パーソネル
寺本圭一とカントリー・ジェントルメン *1-1～4、2-5～7 (録音: 1962年12月19日～20日)
- 寺本圭一（歌とギター）
- 東条英基（歌とギター）
- 木村皓昭（フィドルとピアノ）
- 藤井三雄（スチール・ギター）
- 鈴木邦夫（エレキ・ギター）
- 小野光郎（ベース）
- 若林正彦（ドラムス）

斉藤任弘とロンスター・ファイブ *1-5～7 (録音: 1962年12月20日)
- 斉藤任弘（歌とギター）
- 山田幸保（スチール・ギター）
- 瀬谷福太郎（エレキ・ギター）
- 波里正典（ベース）
- 入江実（ドラムス）

原田実とワゴン・エース *2-1～4 (録音: 1962年12月18日)
- 原田実（スチール・ギター、五弦バンジョー、ハーモニカ）
- 藤本精一（フィドル）
- 岸澄夫（エレキ・ギター）
- 神沢輝夫（電気ベース）
- 東角俊夫（ドラムス）
- さわたり順（歌とギター）
- 田中勲（歌とギター）